# ایرلین براون
ایرلین براون (انگلیسی: Earlene Brown؛ ۱۱ ژوئیه ۱۹۳۵ – ۲۱ مهٔ ۱۹۸۳) پرتاب‌گر وزنه و پرتاب‌گر دیسک زن اهل ایالات متحده آمریکا بود.